# Klara Belska
Klara Belska secundo voto Karpińska (ur. 10 listopada 1908 w Warszawie, zm. 20 lipca 2000 w Nowym Jorku) – polska aktorka teatralna i filmowa, tancerka.

## Życiorys
Ukończyła warszawską Szkołę Baletową. W okresie międzywojennym była członkinią zespołu teatrzyku Qui Pro Quo; występowała również w filmach. Po wybuchu II wojny światowej znalazła się w ZSRR, gdzie wstąpiła w szeregi Pomocniczej Służby Kobiet Polskich Sił Zbrojnych (armia Andersa). Wraz z PSZ przedostała się na Bliski Wschód. Następnie, jako żołnierka 2 Korpusu Polskiego, podczas walk we Włoszech grała w wojskowym Teatrze Dramatycznym, występując dla walczących żołnierzy oraz na koncertach w szpitalach. W uznaniu zasług została odznaczona Brązowym Krzyżem Zasługi oraz odznaczeniami brytyjskimi: Gwiazdą za Wojnę 1939–1945, Gwiazdą Italii oraz Medalem Obrony.
Po zakończeniu walk wraz z mężem Stanisławem Belskim pozostała na emigracji w Wielkiej Brytanii. Występowała w teatrze prowadzonym przez Mariana Hemara, a następnie w Teatrze Polskim ZASP w Londynie. Była członkinią krajowego ZASP (od 1945 roku) oraz ZASP za granicą (od 1949 roku). Po śmierci Belskiego w 1960 roku wyszła ponownie za mąż za Ziemowita Karpińskiego - aktora i reżysera, przeprowadzając się do Nowego Jorku. W Stanach Zjednoczonych aktorka zaangażowała się w działalność środowisk polonijnych, będąc m.in. wolontariuszką Instytutu Józefa Piłsudskiego.

## Filmografia
- Papa się żeni (1936)
- Jadzia (1936) - klientka w sklepie Okszy
- Dodek na froncie (1936)
- Wielka droga (1946) - straganiarka na lwowskiej ulicy